# Ikeda Hiromi
Ikeda Hiromi (池田 浩美, sinh ngày 22 tháng 12 năm 1975) là một cựu cầu thủ bóng đá nữ người Nhật Bản.

## Đội tuyển bóng đá nữ quốc gia Nhật Bản
Ikeda Hiromi thi đấu cho đội tuyển bóng đá nữ quốc gia Nhật Bản từ năm 1997 đến 2008.

## Thống kê sự nghiệp
| Nhật Bản  | Nhật Bản | Nhật Bản |
| Năm       | Trận     | Bàn      |
| --------- | -------- | -------- |
| 1997      | 6        | 0        |
| 1998      | 9        | 0        |
| 1999      | 8        | 0        |
| 2000      | 5        | 0        |
| 2001      | 10       | 3        |
| 2002      | 6        | 0        |
| 2003      | 11       | 1        |
| 2004      | 10       | 0        |
| 2005      | 9        | 0        |
| 2006      | 17       | 0        |
| 2007      | 16       | 0        |
| 2008      | 12       | 0        |
| Tổng cộng | 119      | 4        |